# Bathythrix thomsoni
Bathythrix thomsoni är en stekelart som först beskrevs av Kerrich 1942.  Bathythrix thomsoni ingår i släktet Bathythrix och familjen brokparasitsteklar. Arten är reproducerande i Sverige. Inga underarter finns listade.